# 29449 Taharbenjelloun
29449 Taharbenjelloun è un asteroide della fascia principale. Scoperto nel 1997, presenta un'orbita caratterizzata da un semiasse maggiore pari a 2,6400582 UA e da un'eccentricità di 0,1483027, inclinata di 13,38563° rispetto all'eclittica.